# Opus (Album)
Opus ist das achte Album des Musikprojekts Schiller. In diesem Album arbeitet Schiller mit der russischen Sopranistin Anna Jurjewna Netrebko, der französischen Pianistin Hélène Grimaud und dem deutschen Oboisten Albrecht Mayer zusammen.
Das Album enthält neben einer Mischung aus Instrumentalmusik und elektronischen Klängen sehr viele Anteile aus der klassischen Musik. Dazu gehören ein Oboen-Solo aus Tschaikowskis Schwanensee, Solveigs Lied aus der Peer-Gynt-Suite und Claude Debussys Reverie, teilweise in mehreren Variationen.
Die Länge von 1 Stunden und 49 Minuten bezieht sich auf die im Internet angebotenen Download-Versionen, zum Beispiel als MP3-Datei. Das Album enthält nur 14 Musikstücke. Darüber hinaus gibt es eine Deluxe Version mit zwei CDs und eine Limited Ultra Deluxe Edition mit vier CDs.

## Titelliste
Alle Stücke geschrieben von Christopher von Deylen, sofern nicht anders angegeben.

### Standard Edition
1. Opus: Exposition
2. Desert Empire
3. Gymnopédie No. 1 (featuring Hélène Grimaud)
4. Swan Lake (featuring Albrecht Mayer)
5. Solveig´s Song (featuring Anna Netrebko and Diana Tishchenko)
6. Twentynine Palms
7. Promenade
8. El Cielo
9. Rêverie
10. Imperial Valley
11. Sunrise Way
12. In Paradisum
13. Rhapsody on a Theme of Paganini (featuring Hélène Grimaud)
14. Opus: Reprise

Quelle:

### Deluxe Edition
Die erste CD der Deluxe Edition stimmt mit der Standard Edition überein.

#### CD 2
1. Desert Empire (Variation)
2. L´Horizon
3. Gymnopédie No. 1  (Variation) (featuring Diana Tishchenko)
4. Bermuda Dunes
5. Indian Canyons
6. Swan Lake (Variation) (featuring Albrecht Mayer)
7. Imperial Valley (Variation)
8. Desert Horizon

### Limited Ultra Deluxe Edition
Die ersten beiden CDs stimmen mit der Deluxe Edition überein.

#### CD 3 Opus: Horizon
1. Horizon Part I
2. Horizon Part II
3. Horizon Part III
4. Horizon Part IV
5. Horizon Part V
6. Horizon Part VI
7. Horizon Part VII

#### CD 4 Opus: Originals
Die vierte CD enthält klassische Stücke ohne Mitwirkung von Schiller.
1. Pictures at an Exhibition: Promenade (Modest Mussorgsky)
2. Solveig´s Song (Edvard Grieg)
3. In Paradisum (Gabriel Fauré)
4. Swan Lake: Scene (Pjotr Iljitsch Tschaikowski)
5. Rêverie (Claude Debussy)
6. Gymnopédie No. 1 (Erik Satie)